# 分子相似
分子相似 (英文：Molecular mimicry)，在免疫學上指的是當身體感染某些病原體時，病原體產生的抗原和身體某部分的抗原過於類似，導致自身產生的抗體攻擊自身抗原的自體免疫疾病。